# Gindou
Gindou ist eine südfranzösische Gemeinde mit 357 Einwohnern (Stand: 1. Januar 2022) im Département Lot in der Region Okzitanien (vor 2016: Midi-Pyrénées). Die Gemeinde gehört zum Arrondissement Gourdon (bis 2017: Arrondissement Cahors) und zum Kanton Gourdon. 

## Lage
Gindou liegt etwa 25 Kilometer nordwestlich von Cahors im Gebiet des Quercy – genauer gesagt der Bouriane – im Herzen des Périgord noir. Umgeben wird Gindou von den Nachbargemeinden Salviac im Norden, Dégagnac im Nordosten, Rampoux und Lavercantière im Osten, Thédirac im Südosten, Montgesty im Süden und Südosten, Les Arques im Süden und Südwesten, Montcléra im Westen sowie Cazals im Westen und Nordwesten. 

## Bevölkerungsentwicklung
| Jahr                       | 1962 | 1968 | 1975 | 1982 | 1990 | 1999 | 2006 | 2018 |
| Einwohner                  | 349  | 333  | 280  | 282  | 269  | 265  | 315  | 329  |
| Quellen: Cassini und INSEE |      |      |      |      |      |      |      |      |

## Sehenswürdigkeiten

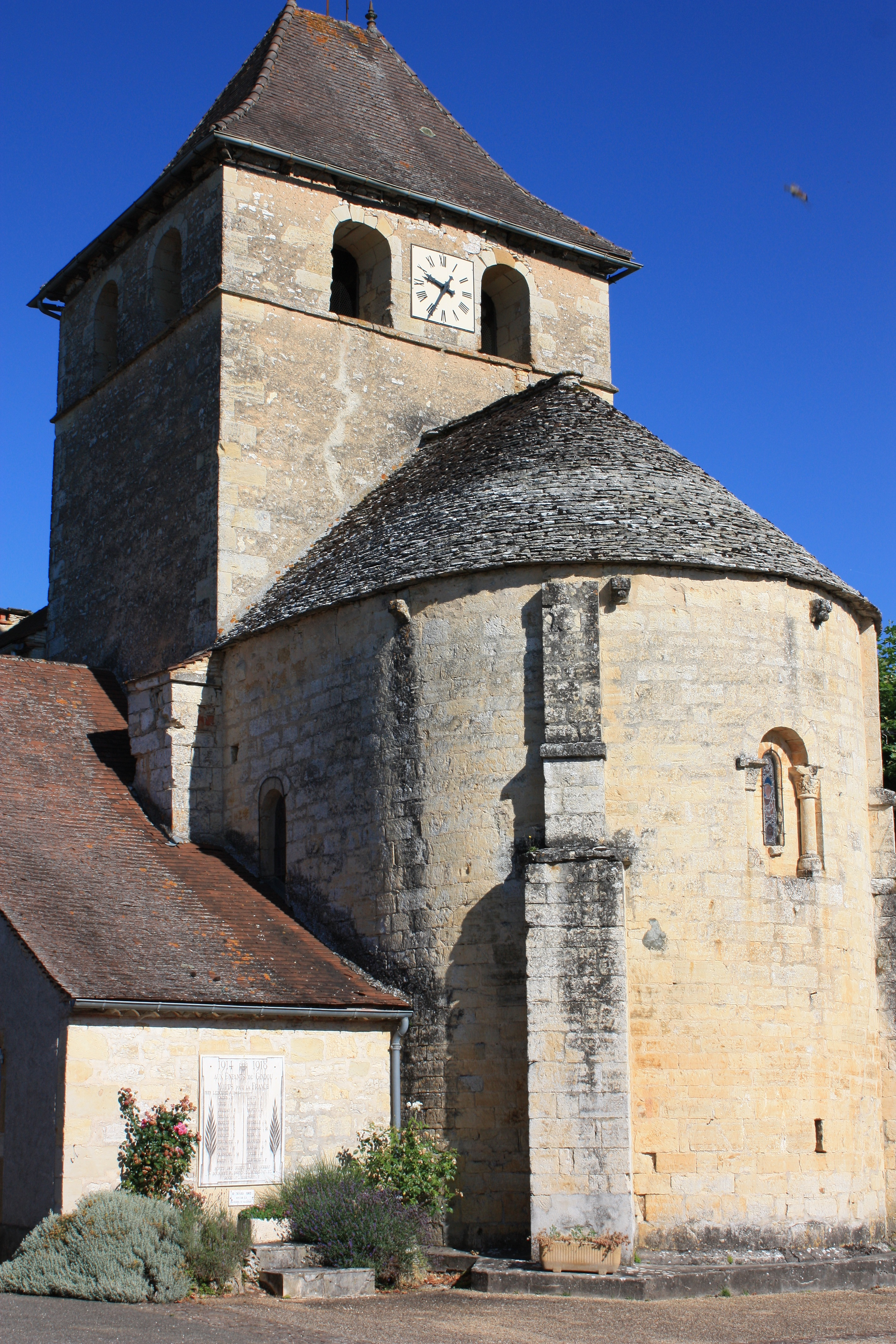
Kirche Saint-Barthélemy

- Kirche Saint-Barthélemy aus dem 13. Jahrhundert